# One Last Time (Agnes)
One Last Time è il primo singolo ufficiale estratto dall'album studio Veritas della cantante svedese Agnes, uscito il 28 maggio 2012.

## La canzone
Il brano è stato scritto dalla cantante stessa insieme a Ana Diaz e a James Quant, quest'ultimo produttore del brano. Precedentemente alla sua pubblicazione, il sito inglese Scandipop.co.uk ha reso disponibile un'anteprima della canzone.
Durante un'intervista per la Sveriges Radio, Agnes ha affermato che per la canzone si è ispirata ad un incubo in cui ha «buttato all'aria» un relazione.

## Video musicale
Il video è stato diretto da Amir Chamdin e girato in bianco e nero; svelandone prima una piccola anteprima il 25 maggio, è stato pubblicato il 30 maggio 2012 sul canale Youtube della cantante e sul sito di Aftonbladet.
Riguardo alle riprese del video, la cantante ha dichiarato: "È stato un giorno emozionante. La canzone è così triste così ho pianto tutto il tempo."

## Accoglienza
Camilla Gervide di Nyheter24.se scrive "... [il pezzo] è buono ma se si tratti di Agnes, non so. Cos'è Agnes, non so nemmeno se lo sa lei stessa."
Il blog inglese "The Prophet Blog", attribuendo al brano un punteggio di 4.5/5 afferma che la cantante è sottostimata e che dovrebbe ricevere più attenzione: "Il produttore Quant ci sorprende con un'astuzia nel bridge della canzone, ingannandoci per una frazione di secondo, portandoci a pensare che si tratti di un'interruzione dubstep, propria prima che il colpo di una tamburo preceda la voce di Agnes, distorta fino a farla sembrare quella di un andoride morente con il cuore spezzato."
Il blogger statunitense Perez Hilton sul suo sito ha definito "One Last Time" "una potente ballata fino in fondo" e le parole della cantante come "oro liquido che riempie le nostre orecchie".

## Tracce
Download digitale
1. One Last Time - 4:00

Download digitale – The Remixes
1. One Last Time (Remix) - 3:27
2. One Last Time (Remix - Extended) - 3:42

Download digitale – The Remixes 2
1. One Last Time (Orion Remix) - 6:36
2. One Last Time (John Dahlbäck Remix) - 5:31

## Classifiche
One Last Time ha raggiunto la prima posizione nella Digilistan, la classifica dei download svedese, e ha raggiunto la prima posizione nella iTunes Chart svedese.
| Classifica          | Posizione massima |
| ------------------- | ----------------- |
| Belgio (Vallonia)   | 72                |
| Svezia              | 33                |
| Svezia (Airplay)    | 2                 |
| Svezia (Digilistan) | 1                 |

## Date di pubblicazione
| Paese     | Data di pubblicazione | Formato                     | Etichetta          |
| --------- | --------------------- | --------------------------- | ------------------ |
| Svezia    | 28 maggio 2012        | Digital Download, Streaming | Roxy Recordings    |
| Finlandia | 28 maggio 2012        | Digital Download            | Roxy Recordings    |
| Danimarca | 25 giugno 2012        | Digital Download            | Copenaghen Records |
| Belgio    | 19 novembre 2012      | Digital Download            | BIP Records        |